# Єгінбулак (Кокпектинський район)
Єгінбула́к (каз. Егінбұлақ) — село у складі Кокпектинського району Абайської області Казахстану. Входить до складу Бігаського сільського округу.
Населення — 46 осіб (2021; 186 у 2009, 196 у 1999, 362 у 1989).
Національний склад станом на 1989 рік:
- казахи — 100 %

У радянські часи село називалось також Підгорний.